# Leonardo Calzolaio
Leonardo Calzolaio – włoski bokser, zdobywca brązowego medalu na Mistrzostwach Europy Kadetów 1997 w Bitoli, brązowy medalista Mistrzostw Włoch z roku 1999.

## Kariera
W lipcu 1997 zdobył srebrny medal na Mistrzostwach Europy Kadetów w Bitoli. W 1999 został brązowym medalistą Mistrzostw Włoch w kategorii półśredniej. W półfinale pokonał go na punkty (0:12) Michele Simiele.